# Club Náutico Los Nietos

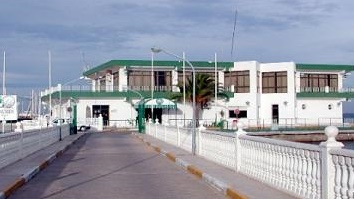
Entrada al club.

El Club Náutico Los Nietos es un club náutico situado en la población de Los Nietos en el municipio de Cartagena (España) a orillas del Mar Menor.

## Historia
Su constitución nace como consecuencia de una regata de vela latina celebrada en el año 1952, cuando surgió la pregunta de ¿Por qué no tratamos de hacer un club? Esta idea la abanderó un grupo de veraneantes que ilusionados propusieron a Fulgencio Roca para llevar a cabo la idea. El 13 de octubre de 1952, apareció en "El Noticiero" la siguiente nota: 

Club Náutico Los Nietos.- Se pone en conocimiento de todas las personas que deseen cooperar a la constitución de dicho Club, que esta noche a las 9.15 horas, tendrá lugar en Puertas de Murcia la reunión en que se tratará de la constitución de la Junta Directiva.

  En 1953 se constituyó la primera directiva oficial presidida por Fulgencio Roca Martínez.
La inauguración oficial del Club se celebró el 20 de julio de 1953, a las doce de la mañana, bajo la presidencia de Fulgencio Roca Martínez, y con la presencia de las autoridades, el capitán general Luís Vierna, el alcalde Miguel Hernández Gómez; el gobernador civil José María Alfín Delgado y la del Obispo de la Diócesis de Cartagena Ramón Sanhuaja y Marcé. La cinta la cortaría la hija del capitán general-almirante de Cartagena, Maruja Vierna y Pita, que ejerció como Madrina en el solemne acto.

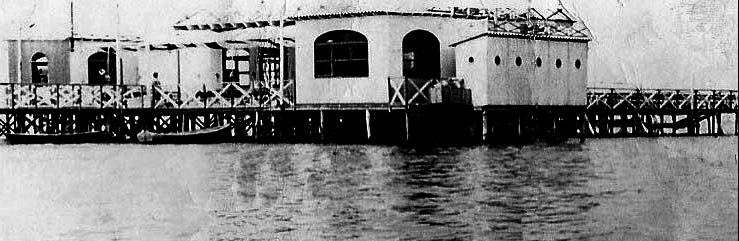
Antiguo Club Náutico

Para llevar a cabo la construcción del Club, se aprobó por la Junta Directiva la emisión de unos bonos sorteables que fueron suscritos por muchos socios y cuya amortización nunca se llevó a cabo debido a la decisión de que fueran aportaciones figurando sus suscriptores como socios fundadores. 
El club inicial se encontraba sobre pilotes, y según cuenta Atanasio, primer marinero del Club, junto con Julián, estos pilotes fueron regalados por José Carreño, trayéndolos de la Sierra de Moratalla; el piso que era totalmente de madera lo proporcionó Francisco Celdrán, debido a su gestión con Arsenal Militar, cuyo transporte cedió la Mancomunidad de los Canales del Taibilla. Otro dato que también ha trascendido en la historia es la pintura verde y blanca regalada por el presidente honorario del Club, propietario de la Isla del Barón. El pequeño club de madera se convertiría pronto en el centro social de los veraneantes de la playa de Los Nietos, con casi 350 socios. Por añadidura, la entidad confirmó desde sus inicios su decidida vocación náutica, organizando sus primeras seis regatas. 

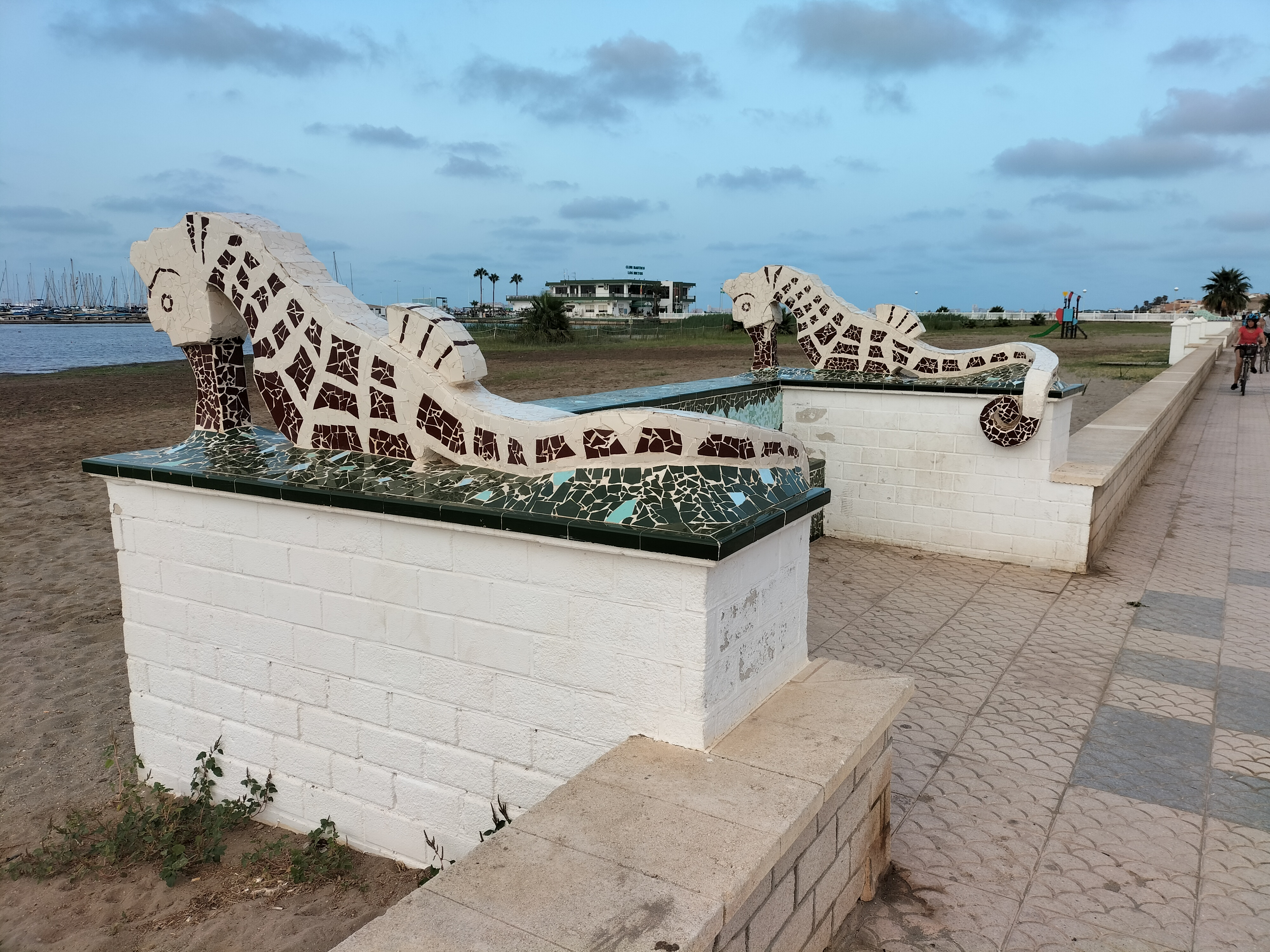
El Club náutico desde el paseo marítimo.

A los botes de vela latina fundacionales se unió la primera flota de vela ligera del club, en 1954, la de la clase Cadet, ganando Tomás Gutiérrez y Juan Soto el campeonato de España, éxito que se repetiría en 1966, 1968, 1969, 1970, 1971, 1972, 1974, 1978, 1979 y 1980, de la mano de los hermanos Soto, los Haenelt, José Velasco, José Albadalejo, Luis García, y Carlos Martínez, que ganó los tres últimos años llevando de tripulantes a S. Villaescusa, Daniel López y Carlos Grass. La siguiente flota creada en el club fue la de Vaurien, en 1966, y en 1970 la de la clase Snipe, en la que José Sánchez y Modesto Alonso ganaron el nacional y el europeo juvenil en 1972.

## Regatas
En 1990 organizó el campeonato del mundo juvenil de la clase Snipe y en 1997 el campeonato del mundo de la clase Vaurien.

## Deportistas
Francisco y José Valverde en 1997; Alberto Martínez y Sergio Barrionuevo en 1999 y 2000; y Sergio Barrionuevo y Federico Gálvez en 2001, ganaron el campeonato del mundo juvenil de la clase Vaurien. En 2001 Alberto Martínez y José Albaladalejo vencieron en el campeonato del mundo de la clase Vaurien. 

## Instalaciones
El Club Náutico de Los Nietos es uno de los puertos deportivos con más amarres del Levante español y el que sostiene la mayor masa social del Mar Menor. El puerto está formado por cuatro diques con una pequeña boca de entrada, unido a tierra a través de un puente de acceso sobre pilares. El interior lo forman cuatro pantalanes y tres muelles para el atraque de embarcaciones de poco calado. Dista 0,9 millas del puerto deportivo de Islas Menores y 3,4 millas del puerto deportivo de Los Urrutias. Presta una gran cantidad de servicios y actividades, entre ellos, balizamiento, bar, restaurante, vestuarios, grúa, muelle de espera, aparcamiento y lo más importante, actividades pesqueras y deportivas.